# Lijst van Nirwana Tuinfeest-optredens
Dit is een overzicht van alle artiesten die op het Nederlandse popfestival Nirwana Tuinfeest hebben opgetreden

## Edities
23 juli 1972 eerste Nirwana Tuinfeest
4 augustus 1973, tweede Nirwana Tuinfeest 
| Zaterdag 17 augustus | Volkoren              |
|                      | Ramshackle Stringband |
|                      | Postmanboys           |

| Zaterdag 9 augustus | Second-Hand Jug- and Blues Band     |
|                     | Sjef van de Vrand en Mario van Uden |
| Zondag 10 augustus  | Topic                               |
|                     | Precise Patchwork Band              |
|                     | Poemfield Two                       |
|                     | Thei Budiger                        |

Van 1976 t/m 1978 is er geen Nirwana Tuinfeest georganiseerd.
| Zaterdag 18 augustus | Booze Hoizerband        |
| Zaterdag 18 augustus | Truus en Nasmaak        |
| Zaterdag 18 augustus | Jan van de Grondtroepen |
| Zondag 19 augustus   | Precise Patchwork Band  |
| Zondag 19 augustus   | Houdoe                  |

| Zaterdag 16 augustus | Rip van Winkle    |
|                      | RK Veulpoepers BV |
| Zondag 17 augustus   | Orpheus           |
|                      | De Kreuners       |

| 15 en 16 augustus | Topic      |
| 15 en 16 augustus | Orpheus    |
| 15 en 16 augustus | Mark Foggo |
| 15 en 16 augustus | Houdoe     |
| 15 en 16 augustus | Ssst       |

| Zaterdag 7 augustus | Aa en de docters          |
| Zaterdag 7 augustus | Norman and the Starmakers |
| Zondag 8 augustus   | Pietje Popcorn            |
| Zondag 8 augustus   | Yollow Swollow            |
| Zondag 8 augustus   | Het Goede Doel            |

| Zaterdag 13 augustus | Raster        |
| Zaterdag 13 augustus | Van Kessel    |
| Zondag 14 augustus   | Bardot        |
| Zondag 14 augustus   | Jan Rot Extra |

1984, eerste Nirwana in de tuin van Nirwana aan de meervensedijk
| Zaterdag 11 augustus | D'ex PP                           |
|                      | Piu Piu                           |
| Zondag 12 augustus   | The Dutch                         |
|                      | Tony Delmonte and the Soulsisters |

| Zaterdag 10 augustus | Tempo di Marcia   |
|                      | What Fun          |
| Zondag 11 augustus   | Canyon Drive Band |
|                      | The Boxx          |
|                      | Noodweer          |

| Zaterdag 9 augustus | Bertje Beenens Bloedgroep         |
|                     | The Tuners                        |
| Zondag 10 augustus  | Topic                             |
|                     | Desoto                            |
|                     | Herman Brood and his wild Romance |

| Zaterdag 15 augustus | La Visage                   |
|                      | Mark Foggo and his Ska Crew |
| Zondag 16 augustus   | Groove Booster and the bubs |

| Zaterdag 6 augustus | Kaz Lux   |
|                     | The Nits  |
| Zondag 7 augustus   | Jan Rot   |
|                     | Rosa King |

| Zaterdag 5 augustus | Boogie & the Woogies |
|                     | Claw Boys Claw       |
| Zondag 6 augustus   | Bad to the Bone      |
|                     | Fatal Flowers        |

| Vrijdag 10 augustus  | Take it for Granted |
| Vrijdag 10 augustus  | Golden Earring      |
| Zaterdag 11 augustus | Gustav Richie       |
| Zaterdag 11 augustus | The Bob Color       |
| Zondag 12 augustus   | The Indians         |
|                      | Arno Hintjens       |

| Zaterdag 22 augustus | La Farce         |
|                      | Rowwen Hèze      |
|                      | Jack of Hearts   |
|                      | Zenatra          |
| Zondag 23 augustus   | Carnage Visitors |
|                      | The Serenes      |
|                      | The Pilgrims     |

| Zaterdag 22 augustus | Powerplay            |
| Zaterdag 22 augustus | Gotcha               |
| Zaterdag 22 augustus | La Lupa              |
| Zaterdag 22 augustus | Noordkaap            |
| Zaterdag 22 augustus | Les Charmeurs        |
| Zondag 23 augustus   | Paddy's Heavy Circus |
| Zondag 23 augustus   | The Prodigal Sons    |
| Zondag 23 augustus   | The Scabs            |

|                      | Mainstage              |
| -------------------- | ---------------------- |
| Zaterdag 14 augustus | The Wrong              |
| Zaterdag 14 augustus | Painting over Picasso  |
| Zaterdag 14 augustus | Manic Street Preachers |
| Zondag 15 augustus   | Little Miss Strange    |
|                      | The Radio's            |

|                     | Mainstage          |
| ------------------- | ------------------ |
| Zaterdag 6 augustus | Lee Prezz Lee      |
| Zaterdag 6 augustus | Nemo               |
| Zaterdag 6 augustus | Tupelo Honey       |
| Zaterdag 6 augustus | The Whiskey Priest |
| Zaterdag 6 augustus | The Godfathers     |
| Zondag 7 augustus   | Easy Meat          |
|                     | Bobo Kaminski      |
|                     | Van Dik Hout       |

|                     | Mainstage                                     |
| ------------------- | --------------------------------------------- |
| Vrijdag 4 augustus  | CD en boekpresentatie 25 jaar bestaan Nirwana |
| Zaterdag 5 augustus | Tribe                                         |
| Zaterdag 5 augustus | Brotherhood Foundation                        |
| Zaterdag 5 augustus | Plunk                                         |
| Zaterdag 5 augustus | Metal Molly                                   |
| Zaterdag 5 augustus | Catherine Wheel??                             |
| Zaterdag 5 augustus | Bad to the Bone                               |
| Zaterdag 5 augustus | Clawfinger                                    |
| Zondag 6 augustus   | Diep Sjit                                     |
|                     | Thunderin Hearts                              |
|                     | The Scene                                     |

|                      | Mainstage        |
| -------------------- | ---------------- |
| Zaterdag 10 augustus | Big Orange       |
| Zaterdag 10 augustus | Blackpool        |
| Zaterdag 10 augustus | Betty Goes Green |
| Zaterdag 10 augustus | Laberinto        |
| Zaterdag 10 augustus | Metal Molly      |
| Zaterdag 10 augustus | The Gathering    |
| Zaterdag 10 augustus | Gorefest         |
| Zondag 11 augustus   | Rowwen Hèze      |

| Vrijdag 15 augustus  | Noisy Stuff                   |
| Vrijdag 15 augustus  | Claw Boys Claw                |
| Vrijdag 15 augustus  | Urban Dance Squad             |
| Zaterdag 16 augustus | Domestic Donkeys              |
| Zaterdag 16 augustus | Travoltas                     |
| Zaterdag 16 augustus | Siminer                       |
| Zaterdag 16 augustus | Transpunk                     |
| Zaterdag 16 augustus | Brotherhood Foundation        |
| Zaterdag 16 augustus | Deviate                       |
| Zaterdag 16 augustus | Channel Zero                  |
| Zaterdag 16 augustus | Osdorp Posse                  |
| Zondag 17 augustus   | Wibra's                       |
| Zondag 17 augustus   | Summer Music & special Guests |
| Zondag 17 augustus   | Big Geraniums                 |
| Zondag 17 augustus   | The Bob Color                 |

|                      | Mainstage          |
| -------------------- | ------------------ |
| Vrijdag 21 augustus  | The Wrong          |
| Vrijdag 21 augustus  | Caz                |
| Vrijdag 21 augustus  | Anouk              |
| Zaterdag 22 augustus | FAN                |
| Zaterdag 22 augustus |                    |
| Zaterdag 22 augustus | Peter Pan          |
| Zaterdag 22 augustus |                    |
| Zaterdag 22 augustus | Travoltas          |
| Zaterdag 22 augustus | Supersub           |
| Zaterdag 22 augustus | 7 Zuma 7           |
| Zaterdag 22 augustus | Ceasar             |
| Zaterdag 22 augustus | De Heideroosjes    |
| Zondag 23 augustus   | Los Trunks         |
|                      | Torris Qly         |
|                      | Vettige Matjes     |
|                      | Band zonder Banaan |

|                      | Mainstage                  | Frontstage |
| -------------------- | -------------------------- | ---------- |
| Vrijdag 13 augustus  |                            |            |
| The outsidaz         |                            |            |
| Postmen              |                            |            |
| Zaterdag 14 augustus | Peanuts                    | Apesjit    |
|                      |                            |            |
|                      | Autopulver                 |            |
|                      | Cords                      |            |
|                      |                            | Laberinto  |
|                      | Rykers                     |            |
|                      | The Selector               |            |
| Zondag 15 augustus   | Alias Cor                  |            |
|                      | Vibrotones                 |            |
|                      | Pisbois                    |            |
|                      | Jovink en de Voederbietels |            |

|                     | Mainstage                 |
| ------------------- | ------------------------- |
| Vrijdag 4 augustus  | Chantal Acda & band       |
| Vrijdag 4 augustus  | Skik                      |
| Vrijdag 4 augustus  | Nilsson                   |
| Vrijdag 4 augustus  | Dilana Smith              |
| Zaterdag 5 augustus | The Hans Janssens         |
| Zaterdag 5 augustus | Donots                    |
| Zaterdag 5 augustus | Billy the Kid             |
| Zaterdag 5 augustus | The Paladins              |
| Zaterdag 5 augustus | The Shandon               |
| Zaterdag 5 augustus | Peter Pan                 |
| Zaterdag 5 augustus | Krezip                    |
| Zaterdag 5 augustus | Orphanage                 |
| Zaterdag 5 augustus | Bad Manners               |
| Zondag 6 augustus   | Summers Zeemanskoor       |
| Zondag 6 augustus   | Easy & Free               |
| Zondag 6 augustus   | Tisco & Henk              |
| Zondag 6 augustus   | Mark Foggo & his Skasters |
| Zondag 6 augustus   | Tambora                   |

|                                  | Mainstage                          |
| -------------------------------- | ---------------------------------- |
| donderdag 3 augustus (Jeugdsoos) | DJ Peer & Grashopper               |
| donderdag 3 augustus (Jeugdsoos) | K-Otic                             |
| Vrijdag 4 augustus               | FAN                                |
| Vrijdag 4 augustus               | DI-RECT                            |
| Vrijdag 4 augustus               | Van Dik Hout                       |
| Zaterdag 5 augustus              | Barfly                             |
| Zaterdag 5 augustus              | Speedking                          |
| Zaterdag 5 augustus              | 16 Down                            |
| Zaterdag 5 augustus              | Fischer Z                          |
| Zaterdag 5 augustus              | Ellen ten Damme                    |
| Zaterdag 5 augustus              | League of Extra Ordinary Gentleman |
| Zaterdag 5 augustus              | Dreadlock Pussy                    |
| Zaterdag 5 augustus              | Liquido                            |
| Zaterdag 5 augustus              | Les Truttes                        |
| Zondag 6 augustus                | Vegas '68                          |
| Zondag 6 augustus                | Golliwogs                          |
| Zondag 6 augustus                | Nutellica                          |
| Zondag 6 augustus                | Action in DC                       |

|                      | Mainstage                    |
| -------------------- | ---------------------------- |
| Vrijdag 9 augustus   | The Apers                    |
| Vrijdag 9 augustus   | Hi-Dramatic                  |
| Vrijdag 9 augustus   | Shane MacGowan and the Popes |
| Zaterdag 10 augustus | Duke Ressurrection           |
| Zaterdag 10 augustus | De Snevo's                   |
| Zaterdag 10 augustus | Dimension Seven              |
| Zaterdag 10 augustus | Racoon                       |
| Zaterdag 10 augustus | Green Lizard                 |
| Zaterdag 10 augustus | Peter Pan Speedrock          |
| Zaterdag 10 augustus | Heideroosjes                 |
| Zaterdag 10 augustus | Beef                         |
| Zondag 11 augustus   | Die Lustige Slagerfreunde    |
| Zondag 11 augustus   | Tackedak                     |
| Zondag 11 augustus   | BLØF                         |

|                      | Mainstage                      |
| -------------------- | ------------------------------ |
| Vrijdag 15 augustus  | Met Roosen                     |
| Vrijdag 15 augustus  | JW Roy                         |
| Vrijdag 15 augustus  | Rosemary's Sons                |
| Vrijdag 15 augustus  | Ilse DeLange                   |
| Zaterdag 16 augustus | Agitator                       |
| Zaterdag 16 augustus | Punishable Act                 |
| Zaterdag 16 augustus | Intwine                        |
| Zaterdag 16 augustus | The Seatsniffers               |
| Zaterdag 16 augustus | Arid                           |
| Zaterdag 16 augustus | Biohazard                      |
| Zaterdag 16 augustus | Relax                          |
| Zaterdag 16 augustus | Beatbusters                    |
| Zondag 17 augustus   | Gerard van Maasakkers & JW Roy |
| Zondag 17 augustus   | The Shandon                    |
| Zondag 17 augustus   | DI-RECT                        |
| Zondag 17 augustus   | Loco Loco Discoshow            |

|                      | Mainstage           |
| -------------------- | ------------------- |
| Vrijdag 20 augustus  | Day Six             |
| Vrijdag 20 augustus  | Epica               |
| Vrijdag 20 augustus  | Within Temptation   |
| Zaterdag 21 augustus | Stoosh              |
| Zaterdag 21 augustus | Tacker              |
| Zaterdag 21 augustus | The Shavers         |
| Zaterdag 21 augustus | After Forever       |
| Zaterdag 21 augustus | Dog Eat Dog         |
| Zaterdag 21 augustus | Osdorp Posse        |
| Zaterdag 21 augustus | Peter Pan Speedrock |
| Zaterdag 21 augustus | Tokyo Ska Paradise  |
| Zondag 22 augustus   | Shandy Shivers      |
| Zondag 22 augustus   | Treble              |
| Zondag 22 augustus   | Krezip              |

|                      | Mainstage                                      |
| -------------------- | ---------------------------------------------- |
| Vrijdag 12 augustus  | The Minx                                       |
| Vrijdag 12 augustus  | Plastic Soul                                   |
| Vrijdag 12 augustus  | Neck                                           |
| Vrijdag 12 augustus  | The Selecter                                   |
| Vrijdag 12 augustus  | Beef                                           |
| Zaterdag 13 augustus | Full Rage                                      |
| Zaterdag 13 augustus | Burn the 8 track                               |
| Zaterdag 13 augustus | The Sheer                                      |
| Zaterdag 13 augustus | Ignite                                         |
| Zaterdag 13 augustus | Racoon                                         |
| Zaterdag 13 augustus | The Presidents of the United States of America |
| Zaterdag 13 augustus | Heideroosjes                                   |
| Zaterdag 13 augustus | Scrum                                          |
| Zondag 14 augustus   | Horlepiep                                      |
| Zondag 14 augustus   | Bots                                           |
| Zondag 14 augustus   | Precise Patchwork Band                         |
| Zondag 14 augustus   | The Bob Color                                  |
| Zondag 14 augustus   | Carnage Visitors                               |
| Zondag 14 augustus   | Thé Lau                                        |
| Zondag 14 augustus   | Lee Prezz Lee                                  |
| Zondag 14 augustus   | Les Truttes                                    |

|                     | Mainstage          |
| ------------------- | ------------------ |
| Vrijdag 4 augustus  | The ex Presidents  |
| Vrijdag 4 augustus  | Mad Sin            |
| Vrijdag 4 augustus  | Nashville Pussy    |
| Vrijdag 4 augustus  | Gorefest           |
| Vrijdag 4 augustus  | Clawfinger         |
| Zaterdag 5 augustus | The Feromones      |
| Zaterdag 5 augustus | Nailpin            |
| Zaterdag 5 augustus | The Shavers        |
| Zaterdag 5 augustus | Agnostic Front     |
| Zaterdag 5 augustus | Voicst             |
| Zaterdag 5 augustus | Metal Molly        |
| Zaterdag 5 augustus | Green Lizard       |
| Zaterdag 5 augustus | Flogging Molly     |
| Zondag 6 augustus   | Brabant Bont       |
| Zondag 6 augustus   | Wirreldvolk        |
| Zondag 6 augustus   | Apesjit            |
| Zondag 6 augustus   | WC Experience      |
| Zondag 6 augustus   | Band Zonder Banaan |

|                     | Mainstage                      |
| ------------------- | ------------------------------ |
| Vrijdag 3 augustus  | Uplifted                       |
| Vrijdag 3 augustus  | The Spades                     |
| Vrijdag 3 augustus  | El Guapo Stuntteam             |
| Vrijdag 3 augustus  | The Dwarves                    |
| Vrijdag 3 augustus  | Toy Dolls                      |
| Vrijdag 3 augustus  | Peter Pan Speedrock            |
| Zaterdag 4 augustus | Good Things End                |
| Zaterdag 4 augustus | Hummingbirds                   |
| Zaterdag 4 augustus | The Prodigal Sons              |
| Zaterdag 4 augustus | Delain                         |
| Zaterdag 4 augustus | Zornik                         |
| Zaterdag 4 augustus | Opgezwolle                     |
| Zaterdag 4 augustus | Fun Lovin' Criminals           |
| Zaterdag 4 augustus | The Levellers                  |
| Zondag 5 augustus   | Gerard van Maasakkers & JW Roy |
| Zondag 5 augustus   | Purx                           |
| Zondag 5 augustus   | Finnegan's Lads                |
| Zondag 5 augustus   | Memphis Maniacs                |
| Zondag 5 augustus   | Rowwen Hèze                    |

|                                  | Mainstage                    |
| -------------------------------- | ---------------------------- |
| Vrijdag 8 augustus               | Creature with the Atom Brain |
| Vrijdag 8 augustus               | Milow                        |
| Vrijdag 8 augustus               | Flip Kowlier                 |
| Vrijdag 8 augustus               | Sam Bettens                  |
| Vrijdag 8 augustus               | Gabriel Rios                 |
| Zaterdag 9 augustus              | Lock Nine                    |
| Zaterdag 9 augustus              | Leaf                         |
| Zaterdag 9 augustus              | Jaya the Cat                 |
| Zaterdag 9 augustus              | Claw Boys Claw               |
| Zaterdag 9 augustus              | Madball                      |
| Zaterdag 9 augustus              | Buffalo Tom                  |
| Zaterdag 9 augustus              | Racoon                       |
| Zaterdag 9 augustus              | C-mon & Kypski               |
| Zondag 10 augustus (Tribute Dag) | Def Americans                |
| Zondag 10 augustus (Tribute Dag) | Janis Joplin tribute         |
| Zondag 10 augustus (Tribute Dag) | The Stardusters              |
| Zondag 10 augustus (Tribute Dag) | Once                         |
| Zondag 10 augustus (Tribute Dag) | Imitallica                   |
| Zondag 10 augustus (Tribute Dag) | Ratcom                       |
| Zondag 10 augustus (Tribute Dag) | Action in DC                 |
| Zondag 10 augustus (Tribute Dag) | Lee Prezz Lee                |
| Zondag 10 augustus (Tribute Dag) | Stahlzeit                    |

|                      | Mainstage               |
| -------------------- | ----------------------- |
| Vrijdag 21 augustus  | Repomen                 |
| Vrijdag 21 augustus  | Textures                |
| Vrijdag 21 augustus  | Danko Jones             |
| Vrijdag 21 augustus  | Life of Agony           |
| Zaterdag 22 augustus | Jacuzy Sunset           |
| Zaterdag 22 augustus | Stream of Passion       |
| Zaterdag 22 augustus | De Staat                |
| Zaterdag 22 augustus | Osdorp Posse            |
| Zaterdag 22 augustus | Drive Like Maria        |
| Zaterdag 22 augustus | Zebrahead               |
| Zaterdag 22 augustus | Heideroosjes            |
| Zaterdag 22 augustus | Senser                  |
| Zondag 23 augustus   | Freek de Jonge & Ocobar |
| Zondag 23 augustus   | De Wibra's              |
| Zondag 23 augustus   | Mambo Kurt              |
| Zondag 23 augustus   | Denvis & the Real Deal  |
| Zondag 23 augustus   | De Heeren van Oranje    |
| Zondag 23 augustus   | Rattleshake snake       |

|                                  | Mainstage         |
| -------------------------------- | ----------------- |
| Vrijdag 20 augustus              | Sleazy Dreams     |
| Vrijdag 20 augustus              | Sepeltura         |
| Vrijdag 20 augustus              | Ill Nino          |
| Vrijdag 20 augustus              | Sick Of It All    |
| Vrijdag 20 augustus              | Monster Magnet    |
| Zaterdag 21 augustus             | Dee Dee York      |
| Zaterdag 21 augustus             | Destine           |
| Zaterdag 21 augustus             | Bertolf           |
| Zaterdag 21 augustus             | The Slackers      |
| Zaterdag 21 augustus             | Gwar              |
| Zaterdag 21 augustus             | Gotcha!           |
| Zaterdag 21 augustus             | Moke              |
| Zaterdag 21 augustus             | Mad Caddies       |
| Zondag 22 augustus (Tribute Dag) | Def Americans     |
| Zondag 22 augustus (Tribute Dag) | Broot             |
| Zondag 22 augustus (Tribute Dag) | The super Unknown |
| Zondag 22 augustus (Tribute Dag) | Kings of Lyon     |
| Zondag 22 augustus (Tribute Dag) | The Four Fighters |
| Zondag 22 augustus (Tribute Dag) | The Fillers       |
| Zondag 22 augustus (Tribute Dag) | Coldplace         |

|                                  | Mainstage            |
| -------------------------------- | -------------------- |
| Vrijdag 12 augustus              | Curly Ice            |
| Vrijdag 12 augustus              | Vanderbuyst          |
| Vrijdag 12 augustus              | Karma to Burn        |
| Vrijdag 12 augustus              | Channel Zero         |
| Vrijdag 12 augustus              | Triggerfinger        |
| Vrijdag 12 augustus              | Fishbone             |
| Zaterdag 13 augustus             | The Wembleys         |
| Zaterdag 13 augustus             | Woody & Paul         |
| Zaterdag 13 augustus             | Dazzled Kid          |
| Zaterdag 13 augustus             | Go Back to the Zoo   |
| Zaterdag 13 augustus             | Peter Pan Speedrock  |
| Zaterdag 13 augustus             | Suicidal Tendencies  |
| Zaterdag 13 augustus             | The Answer           |
| Zaterdag 13 augustus             | Baskerville          |
| Zondag 14 augustus (Tribute Dag) | From USA             |
| Zondag 14 augustus (Tribute Dag) | Kings of the Bongo   |
| Zondag 14 augustus (Tribute Dag) | Stereophonies        |
| Zondag 14 augustus (Tribute Dag) | Badness              |
| Zondag 14 augustus (Tribute Dag) | Black Thunder Ladies |
| Zondag 14 augustus (Tribute Dag) | Coldplace            |
| Zondag 14 augustus (Tribute Dag) | Jilted Generation    |

|                                 | Mainstage                |
| ------------------------------- | ------------------------ |
| Vrijdag 3 augustus              | Jones                    |
| Vrijdag 3 augustus              | The Deaf                 |
| Vrijdag 3 augustus              | H2O                      |
| Vrijdag 3 augustus              | Therapy?                 |
| Vrijdag 3 augustus              | Heideroosjes             |
| Vrijdag 3 augustus              | Hatebreed                |
| Zaterdag 4 augustus             | The Jacks                |
| Zaterdag 4 augustus             | A Brand                  |
| Zaterdag 4 augustus             | Chef' Special            |
| Zaterdag 4 augustus             | Ignite                   |
| Zaterdag 4 augustus             | The Gathering            |
| Zaterdag 4 augustus             | Royal Republic           |
| Zaterdag 4 augustus             | The Opposites            |
| Zaterdag 4 augustus             | Goose                    |
| Zondag 5 augustus (Tribute Dag) | Dutch Beach Boys         |
| Zondag 5 augustus (Tribute Dag) | Snow Petrol              |
| Zondag 5 augustus (Tribute Dag) | Gunz n' Rozes            |
| Zondag 5 augustus (Tribute Dag) | Kaiser Thiefs            |
| Zondag 5 augustus (Tribute Dag) | Really Hot Chili Peppers |
| Zondag 5 augustus (Tribute Dag) | Basket Case              |
| Zondag 5 augustus (Tribute Dag) | Jilted Generation        |

|                                 | Mainstage         |
| ------------------------------- | ----------------- |
| Vrijdag 2 augustus              | Stoosh            |
| Vrijdag 2 augustus              | Candybar Planet   |
| Vrijdag 2 augustus              | Navarone          |
| Vrijdag 2 augustus              | DeWolff           |
| Vrijdag 2 augustus              | Within Temptation |
| Zaterdag 3 augustus             | The 101's         |
| Zaterdag 3 augustus             | De Zieke Geesten  |
| Zaterdag 3 augustus             | Handsome Poets    |
| Zaterdag 3 augustus             | Kensington        |
| Zaterdag 3 augustus             | Motorpsycho       |
| Zaterdag 3 augustus             | Ugly Kid Joe      |
| Zaterdag 3 augustus             | Vista Chino       |
| Zaterdag 3 augustus             | Dearworld         |
| Zondag 4 augustus (Tribute Dag) | The Rising        |
| Zondag 4 augustus (Tribute Dag) | Let Love Rule     |
| Zondag 4 augustus (Tribute Dag) | Bon Scotch        |
| Zondag 4 augustus (Tribute Dag) | Tributefinger     |
| Zondag 4 augustus (Tribute Dag) | Kings of Lyon     |
| Zondag 4 augustus (Tribute Dag) | Stacked Actors    |
| Zondag 4 augustus (Tribute Dag) | Musest            |

|                                  | Mainstage                              | Tentstage           |
| -------------------------------- | -------------------------------------- | ------------------- |
| Vrijdag 15 augustus              | Reptilians                             |                     |
| Vrijdag 15 augustus              | The Dirty Denims                       |                     |
| Vrijdag 15 augustus              | Kensington                             |                     |
| Vrijdag 15 augustus              | Navarone                               |                     |
| Vrijdag 15 augustus              | Vandenberg's Moonkings                 |                     |
| Vrijdag 15 augustus              | Papa Roach                             |                     |
| Zaterdag 16 augustus             | An Illusion                            | Red Sheeran         |
| Zaterdag 16 augustus             | Dotan                                  | Poor John           |
| Zaterdag 16 augustus             | Mozes and the Firstborn                | Jones               |
| Zaterdag 16 augustus             | White Cowbell Oklahoma                 | Dos Paulos          |
| Zaterdag 16 augustus             | Chef'Special                           | Catslappin' Chrissy |
| Zaterdag 16 augustus             | De Staat                               | Hillbilly Hayride   |
| Zaterdag 16 augustus             | Band of Skulls                         | Big Ritch           |
| Zaterdag 16 augustus             | The Toy Dolls                          |                     |
| Zondag 17 augustus (Tribute dag) | Paul de Munnik tribute to Neil Diamond |                     |
| Zondag 17 augustus (Tribute dag) | Def Americans                          |                     |
| Zondag 17 augustus (Tribute dag) | Johnny D. is Back                      |                     |
| Zondag 17 augustus (Tribute dag) | Out of Control                         |                     |
| Zondag 17 augustus (Tribute dag) | Back to the System                     |                     |
| Zondag 17 augustus (Tribute dag) | reEditors                              |                     |
| Zondag 17 augustus (Tribute dag) | Robot Rock                             |                     |

|                                  | Mainstage                    | Muziekagenda Stage      |
| -------------------------------- | ---------------------------- | ----------------------- |
| Vrijdag 21 augustus              | Save Your Sympathy           | Agitator                |
| Vrijdag 21 augustus              | The Deaf                     | Taymir                  |
| Vrijdag 21 augustus              | Blood Red Shoes              | Afterpartees            |
| Vrijdag 21 augustus              | Peter Pan Speedrock          | John Coffey             |
| Vrijdag 21 augustus              | Dropkick Murphys             | Def P & The Beatbusters |
| Zaterdag 22 augustus             | Tsar Bompa                   | Bon Scotch              |
| Zaterdag 22 augustus             | Sunday Sun                   | Hallo Venray            |
| Zaterdag 22 augustus             | Big Country                  | Guy Swinnen Band        |
| Zaterdag 22 augustus             | Blaudzun                     | Gotcha!                 |
| Zaterdag 22 augustus             | Typhoon                      | DI-RECT                 |
| Zaterdag 22 augustus             | Fiddlers Green               | Dog Eat Dog             |
| Zaterdag 22 augustus             | Gogol Bordello               |                         |
| Zondag 23 augustus (Tribute dag) | Doe Maar Na                  |                         |
| Zondag 23 augustus (Tribute dag) | Abba Revival                 | Enge Buren              |
| Zondag 23 augustus (Tribute dag) | Coldplace                    |                         |
| Zondag 23 augustus (Tribute dag) | Powerslave                   |                         |
| Zondag 23 augustus (Tribute dag) | reEditors                    | Loco Discoshow          |
| Zondag 23 augustus (Tribute dag) | Good Old Fashioned Loverboys |                         |
| Zondag 23 augustus (Tribute dag) | Musest                       |                         |

|                                  | Mainstage                         | Muziekagenda Stage  |
| -------------------------------- | --------------------------------- | ------------------- |
| Vrijdag 26 augustus              | The Brew                          | You Nervous?        |
| Vrijdag 26 augustus              | Navarone                          | Stavast             |
| Vrijdag 26 augustus              | John Coffey                       | The Shandon         |
| Vrijdag 26 augustus              | Golden Earring                    | Therapy?            |
| Vrijdag 26 augustus              | The Stranglers                    | Andy Frasco         |
| Zaterdag 27 augustus             | Voltage                           | Lucas Hamming       |
| Zaterdag 27 augustus             | The Brahms                        | Orange Skyline      |
| Zaterdag 27 augustus             | DI-RECT                           | Bökkers             |
| Zaterdag 27 augustus             | The Boxer Rebellion               | Fresku              |
| Zaterdag 27 augustus             | Danko Jones                       | Peter Pan Speedrock |
| Zaterdag 27 augustus             | Guano Apes                        |                     |
| Zondag 28 augustus (Tribute Dag) | The Blues Brothers Tribute Band   |                     |
| Zondag 28 augustus (Tribute Dag) | De band die op Justin Timberlake  | Hippe Gasten        |
| Zondag 28 augustus (Tribute Dag) | BZB tribute to Band Zonder banaan |                     |
| Zondag 28 augustus (Tribute Dag) | Pearl Jamming                     | Les Truttes         |
| Zondag 28 augustus (Tribute Dag) | Best of Foo                       |                     |
| Zondag 28 augustus (Tribute Dag) | Vannstein                         |                     |

|                                  | Mainstage                  | Multitubestage         |
| -------------------------------- | -------------------------- | ---------------------- |
| Vrijdag 18 augustus              | Death Alley                | Precise Patchwork Band |
| Vrijdag 18 augustus              | Audrey Horne               | Paceshifters           |
| Vrijdag 18 augustus              | DeWollf                    | The Charm the Fury     |
| Vrijdag 18 augustus              | White Lies                 | Fleddy Melcully        |
| Vrijdag 18 augustus              | De Staat                   | Undeclinable Ambuscade |
| Zaterdag 19 augustus             | DC Dedly's                 | Call It Off            |
| Zaterdag 19 augustus             | Danny Vera                 | BloYaTop               |
| Zaterdag 19 augustus             | Admiral Freebee            | Kyle Gass Band         |
| Zaterdag 19 augustus             | Vant                       | Janez Dedt             |
| Zaterdag 19 augustus             | Starsailor                 | Less Than Jake         |
| Zaterdag 19 augustus             | The Hives                  |                        |
| Zondag 20 augustus (Tribute Dag) | Calahan Clearwater Revival |                        |
| Zondag 20 augustus (Tribute Dag) | The Adele Project          | Hippe Gasten           |
| Zondag 20 augustus (Tribute Dag) | The Hillbilly Moonshiners  | Rediohead              |
| Zondag 20 augustus (Tribute Dag) | Ratcom                     | Imitallica             |
| Zondag 20 augustus (Tribute Dag) | Living Theory              | Musest                 |
| Zondag 20 augustus (Tribute Dag) | Les Truttes                |                        |

|                                  | Mainstage                                   | Multitubestage     |
| -------------------------------- | ------------------------------------------- | ------------------ |
| Vrijdag 10 augustus              | The Overslept                               | Wildebeast         |
| Vrijdag 10 augustus              | Claw Boys Claw                              | Komatsu            |
| Vrijdag 10 augustus              | K's Choice                                  | Wulf               |
| Vrijdag 10 augustus              | Vintage Trouble                             | Electric Eel Shock |
| Vrijdag 10 augustus              | Triggerfinger                               | Kraantje Pappie    |
| Zaterdag 11 augustus             | Mooon                                       |                    |
| Zaterdag 11 augustus             | Jett Rebel                                  | The Godfathers     |
| Zaterdag 11 augustus             | My Baby                                     | Millionaire        |
| Zaterdag 11 augustus             | Johan                                       | Tusky              |
| Zaterdag 11 augustus             | Typhoon                                     | Vuur               |
| Zaterdag 11 augustus             | De Likt                                     | Maxi Jazz          |
| Zondag 12 augustus (Tribute Dag) | Faith!                                      |                    |
| Zondag 12 augustus (Tribute Dag) | Tim Akkerman Sings The Boss                 | VOF de Kunst       |
| Zondag 12 augustus (Tribute Dag) | Kings of Pop                                | Mr. Crowes Garden  |
| Zondag 12 augustus (Tribute Dag) | reEditors                                   | Once               |
| Zondag 12 augustus (Tribute Dag) | Green Lizard ft Rude Boy tibute to the 90's | Full Nelson        |
| Zondag 12 augustus (Tribute Dag) | The Dirty Daddies                           |                    |

|                                  | Mainstage                 | Multitubestage  |
| -------------------------------- | ------------------------- | --------------- |
| vrijdag 9 augustus               | Navarone                  | Rise A Thousand |
| vrijdag 9 augustus               | Graveyard                 | Equal Idiots    |
| vrijdag 9 augustus               | Monster Magnet            | Agitator        |
| vrijdag 9 augustus               | Pennywise                 | Andy Frasco     |
| vrijdag 9 augustus               | Heideroosjes              | The Darkness    |
| Zaterdag 10 augustus             | Vendetta Drive            | Voltage         |
| Zaterdag 10 augustus             | Indian Askin              | Boskat          |
| Zaterdag 10 augustus             | Novastar                  | Nona            |
| Zaterdag 10 augustus             | De Jeugd van Tegenwoordig | The Amazons     |
| Zaterdag 10 augustus             | The Wombats               | Brass Against   |
| Zaterdag 10 augustus             | Gogol Bordello            |                 |
| zondag 11 augustus (Tribute Dag) | Alaniz Morizette          |                 |
| zondag 11 augustus (Tribute Dag) | Def Americans             | Hippe Gasten    |
| zondag 11 augustus (Tribute Dag) | Randy Hansen              | Bon Scotch      |
| zondag 11 augustus (Tribute Dag) | Funky Monks               | Rivals          |
| zondag 11 augustus (Tribute Dag) | Bad Medicine              | Coldplace       |
| zondag 11 augustus (Tribute Dag) | The Dirty Daddies         |                 |

In de jaren 2020 en 2021 vonden er wegens de coronacrisis geen reguliere edities plaats van Nirwana Tuinfeest. In 2021 werd wel ''Nirwana's Tuinfeestje'' georganiseerd, een eendaags mini-editie voor 750 bezoekers.
|                    | Mainstage         |
| ------------------ | ----------------- |
| Zondag 29 augustus | LikeU2            |
| Zondag 29 augustus | Tim Akkerman      |
| Zondag 29 augustus | Scummy Men        |
| Zondag 29 augustus | Marco Hovius      |
| Zondag 29 augustus | In Your Honor     |
| Zondag 29 augustus | The Dirty Daddies |

|                      | Mainstage               | Multitubestage                  |
| -------------------- | ----------------------- | ------------------------------- |
| Vrijdag 26 augustus  | Temple Fang             | Lokotov Mocktail                |
| Vrijdag 26 augustus  | Danny Vera              | Cords                           |
| Vrijdag 26 augustus  | Kadavar                 | First Blood                     |
| Vrijdag 26 augustus  | DeWolff                 | Phil Campell & The Bastard Sons |
| Vrijdag 26 augustus  | De Staat                | Bizkit Park                     |
| Zaterdag 27 augustus | Pyro                    | Ten Times A Million             |
| Zaterdag 27 augustus | Blanks                  | Speedmobile                     |
| Zaterdag 27 augustus | Sloper                  | Son Mieux                       |
| Zaterdag 27 augustus | Mando Diao              | Bad Nerves                      |
| Zaterdag 27 augustus | Seasick Steve           | Supergrass                      |
| Zaterdag 27 augustus | Goldband                |                                 |
| Zondag 28 augustus   | Belgian Quo Band        | Diede                           |
| Zondag 28 augustus   | Collins Live Experience | Totally Spice                   |
| Zondag 28 augustus   | Help                    | Beastie Boys Undercover         |
| Zondag 28 augustus   | Musest                  | Vipers                          |
| Zondag 28 augustus   | Imitallica              |                                 |
| Zondag 28 augustus   | Rowwen Hèze             |                                 |

|                      | Mainstage                          | Multitubestage      |
| -------------------- | ---------------------------------- | ------------------- |
| Vrijdag 18 augustus  | Ramkot                             | Edelhout            |
| Vrijdag 18 augustus  | The Vices                          | 3 Eyed Kids         |
| Vrijdag 18 augustus  | Kovacs                             | EUT                 |
| Vrijdag 18 augustus  | Peter Pan Speedrock                | Paceshifters        |
| Vrijdag 18 augustus  | Wolfmother                         | Kraantje Pappie     |
| Zaterdag 19 augustus | Sea on Fire                        | Orange Skyline      |
| Zaterdag 19 augustus | Thijs Boontjes Dans- en Showorkest | Wodan Boys          |
| Zaterdag 19 augustus | Rondé                              | Prins S. En De Geit |
| Zaterdag 19 augustus | Zebrahead                          | The Haunted Youth   |
| Zaterdag 19 augustus | White Lies                         | The Dreadnoughts    |
| Zaterdag 19 augustus | Frank Carter & The Rattlesnakes    |                     |
| Zondag 20 augustus   | Callahan Clearwater Revival        | Hippe Gasten        |
| Zondag 20 augustus   | The Wanderers                      | The Scientists      |
| Zondag 20 augustus   | The Tree Gees                      | Scummy Men          |
| Zondag 20 augustus   | ABBA Fever                         | Bad Medicine        |
| Zondag 20 augustus   | In Your Honor                      |                     |
| Zondag 20 augustus   | Les Truttes                        |                     |

|                      | Mainstage                    | Multitubestage                  |
| -------------------- | ---------------------------- | ------------------------------- |
| Vrijdag 9 augustus   | An Evening With Knives       | Decay                           |
| Vrijdag 9 augustus   | Fleddy Melculy               | Ambo                            |
| Vrijdag 9 augustus   | The Answer                   | No Fun At All                   |
| Vrijdag 9 augustus   | Red Fang                     | Donnie                          |
| Vrijdag 9 augustus   | Gene Simmons Band            | STONE                           |
| Zaterdag 10 augustus | Sons of Dew                  | Burnout Boys                    |
| Zaterdag 10 augustus | Mell & Vintage Future        | Nevenproject                    |
| Zaterdag 10 augustus | Selah Sue                    | Personal Trainer                |
| Zaterdag 10 augustus | Kula Shaker                  | Black Box Revelation            |
| Zaterdag 10 augustus | The Vaccines                 | Rudeboy plays Urban Dance Squad |
| Zaterdag 10 augustus | The Opposites (Surprise Act) |                                 |
| Zondag 11 augustus   | Lumberjack                   | Alle Kleuren                    |
| Zondag 11 augustus   | Just Like Elton              | Precise Patchwork Band          |
| Zondag 11 augustus   | @Sheeran Tribute             | Californicated                  |
| Zondag 11 augustus   | Woman                        | Prodigy XL                      |
| Zondag 11 augustus   | Limp Business                |                                 |
| Zondag 11 augustus   | Baby Blue                    |                                 |

|                     | Mainstage        | Multitubestage  |
| ------------------- | ---------------- | --------------- |
| Vrijdag 8 augustus  | The Indien       | Bunker          |
| Vrijdag 8 augustus  | Dool             | High Fade       |
| Vrijdag 8 augustus  | Maxïmo Park      | Blood Red Shoes |
| Vrijdag 8 augustus  | Triggerfinger    | Claw Boys Claw  |
| Vrijdag 8 augustus  | Kensington       | Bizkit Park     |
| Zaterdag 9 augustus | Just Like Philip | State Power     |
| Zaterdag 9 augustus | MEROL            | Dawn Brothers   |
| Zaterdag 9 augustus | Jake Bugg        | Corella         |
| Zaterdag 9 augustus | The Hellacopters | Hang Youth      |
| Zaterdag 9 augustus | The Wombats      | My Baby         |
| Zaterdag 9 augustus | The Rumjacks     |                 |
| Zondag 10 augustus  | De Dijk Tribute  | UNITY           |
| Zondag 10 augustus  | Delidel Touch    | Living Theory   |
| Zondag 10 augustus  | The Tree Gees    | Green Bay       |
| Zondag 10 augustus  | Made In Holland  | Retroasis       |
| Zondag 10 augustus  | Les Truttes      |                 |